# Фіделіо
«Фіделіо» (нім. Fidelio) — опера на дві дії німецького композитора Людвіга ван Бетховена (Op. 72) , єдиний твір Бетховена у цьому жанрі. Автори лібрето Йозеф Зоннляйтнер і Георг Фрідріх Трайчке за драмою «Леонора, або Подружня любов» Жана Ніколя Буї.

## Історія створення
Бетховен почав роботу над оперою в 1803 році. 20 листопада 1805 року опера була представлена публіці під назвою «Леонора», але успіху не мала. Композитор повернувся до роботи над твором лише через вісім років. Було заново переписано лібрето, написана нова увертюра. Опера була поставлена 22 травня 1814 року у віденському Кернтнертор-театрі й мала величезний успіх.

## Дійові особи
| Флорестан, в'язень                                    | Тенор       |
| Леонора, його дружина, що ховається під ім'ям Фіделіо | Сопрано     |
| Дон Фернандо, міністр                                 | Баритон     |
| Дон Пізарро, начальник в'язниці                       | Бас-баритон |
| Рокко, тюремник                                       | Бас         |
| Марселіна, його дочка                                 | Сопрано     |
| Жакіно, воротар                                       | Тенор       |
| В'язні, офіцери, варта, народ                         |             |

## Лібрето
Дія відбувається в Іспанії. XVII століття.

### Акт I
Жакіно, тюремний сторож, закоханий у Марселіну, дочку наглядача Рокко. Але Марселіна мріє про кохання юного Фіделіо, нового помічника свого батька. Насправді під ім'ям Фіделіо («Вірний») на службу найнялася Леонора, дружина одного з в'язнів, Флорестана, який був арештований за виступ проти тиранії Піцарро і без суду поміщений в глибоку підземну катівню. Леонора сподівається щось дізнатися про долю Флорестана і спробувати його звільнити.
Піцарро отримує повідомлення про те, що в Севілью направляється з інспекцією Міністр, Дон Фернандо — до Мадрида дійшли чутки про те, що у в'язниці перебувають в'язні, кинуті туди з політичних мотивів. Щоб встигнути приховати головний зі своїх злочинів, Піцарро наказує Рокко цієї ж ночі таємно вбити найнебезпечнішого в'язня (тобто Флорестана), але Рокко відмовляється це зробити, оскільки здійснення смертних вироків — не його обов'язок. Тоді Піцарро велить, щоб Рокко вирив в'язневі могилу, а вб'є його сам комендант.
Цю розмову підслуховує Леонора, яка має намір за будь-яку ціну врятувати нещасного, чийого імені вона поки не знає. Марселіна припрошує батька дозволити ув'язненим коротку прогулянку на честь іменин Короля. В'язні блаженно дихають свіжим повітрям і моляться Богу про своє звільнення. Леонора вдивляється в їхні обличчя, але Флорестана серед них немає. Раптово з'явився Піцарро, він наказує відвести ув'язнених в камери.

### Акт II
Флорестан нудиться в темному підземеллі. Він відчуває, що дні його полічені, але впевнений, що вчинив правильно, виступивши проти несправедливості. У гарячковому маренні йому ввижається небесний ангел в образі улюбленої Леонори.
Рокко і Леонора спускаються в підземелля, щоб вирити приреченому могилу. Леонора з жалю дає ледь рухомому страждальцю воду і хліб, але не може розгледіти його обличчя: в катівні занадто темно. З'являється Піцарро з кинджалом. Флорестан наостанок кидає йому в обличчя викривальні слова, і Леонора, нарешті, розуміє, хто такий цей в'язень. У вирішальний момент вона кидається між вбивцею і жертвою, спрямовуючи на Піцарро пістолет і називаючи своє справжнє ім'я.
У цей момент зверху звучить фанфара труби, що сповіщає про приїзд до фортеці Міністра. Піцарро розуміє, що приховати сліди злочину вже не вдасться, і поспішає нагору. Леонора і Флорестан щасливі, що знову опинилися разом. Вони виходять на площу до зраділого народу. Злочини Піцарро викрито, політичні в'язні випущені на свободу. Рокко розповідає Міністру про доблесть Леонори, яка врятувала свого чоловіка. Дон Фернандо приємно здивований, адже Флорестан — його давній друг. Леонора знімає ланцюги з рук Флорестана, і народ славить подружню вірність, здатну здійснювати подвиги.

## Вибрані записи
(Солісти даються в такому порядку: Леонора, Флорестан, Піцарро)
- 1950 — Дир. Вільгельм Фуртвенглер; солісти: Кірстен Флагстад, Юліус Патцак, Пауль Шеффлер; Віденський філармонічний оркестр.
- 1953 — Дир. Вільгельм Фуртвенглер; солісти: Марта зволікаючи, Вольфганг Віндгассен, Отто Едельман; оркестр Віденської державної опери.
- 1961 — Дир. Отто Клемперер; солісти: Сена Юринац, Джон Вікерс, Ханс Хоттер; Ковент-Гарден.
- 1962 — Дир. Отто Клемперер; солісти: Кріста Людвіг, Джон Вікерс, Вальтер Беррі; оркестр Філармонія.
- 1978 — Дир. Леонард Бернстайн; солісти: Гундула Яновиц, Рене Колло, Ханс Зотін; Віденський філармонічний оркестр.